# Digital Shapers
Digital Shapers – ogólnopolska nagroda dla wybitnych osobowości cyfrowego świata oraz uznanie za wkład w rozwój polskiej gospodarki.  Lista Digital Shapers prezentuje sylwetki i historie niezwykłych osób działających na rzecz cyfryzacji i nowych technologii w Polsce oraz daje źródło wciąż potrzebnej inspiracji i wiedzy. Nagroda czasami nazywana jest Cyfrowym Oskarem. W 2020 roku nagrodę dostał m.in. Robert Lewandowski. Nagrodzie patronują Forbes oraz Business Insider.  Laureaci wybierani są przez Digital Academy.

## Zasady konkursu
Wymogiem otrzymania tytułu Digital Shapers są udokumentowane wybitne dokonania w ostatnim roku w jednej z pięciu kategorii: edukacja, transformacja cyfrowa, inwestycje, innowacje i technologie, wizjoner. Proces rekrutacji do konkursu odbywa się dzięki zgłoszeniu kandydata przez osobę trzecią lub przez niego osobiście. Odbywa się to za pomocą formularza online. Po zamknięciu zgłoszeń następuje głosowanie Digital Academy – niezależnego grona ekspertów, które co roku się poszerza o kolejne osoby z tytułem Digital Shapers. W efekcie głosowania wybierani są laureaci. 

## Organizator
Organizatorem konkursu jest istniejąca od 2017 roku Fundacja Digital Poland. Działania fundacji mają charakter non-profit i wymiar edukacyjny. Fundacja promuje cyfrową wiedzę i nowe umiejętności wśród Polaków oraz wspiera polskie przedsiębiorstwa podczas cyfrowej transformacji. Nadrzędnym celem fundacji jest przeobrażenie Polski w główny ośrodek innowacji na świecie. Aktualna siedziba znajduje się w wieżowcu Warsaw Unit, na Rondzie Daszyńskiego 1 w Warszawie. 

## Laureaci tytułu Digital Shapers
| Imię i nazwisko                                                                | Kategoria               |
| ------------------------------------------------------------------------------ | ----------------------- |
| Bartosz Chyś Mariusz Truszkowski Paula Bruszewska                              | Edukacja                |
| Grzegorz Wójcik Jacek Majewski Maksymilian Paczyński                           | Innowacje i technologie |
| Karol Niewiadomski Kinga Stanisławska Szymon Sypniewicz i Przemysław Kowalczyk | Inwestycje              |
| Andrzej Grochowalski Magdalena Nowicka Sławomir Soszyński                      | Transformacja cyfrowa   |
| Adam Haertle Natalia Hatalska Olga Malinkiewicz                                | Wizjoner                |

| Imię i nazwisko                                                      | Kategoria               |
| -------------------------------------------------------------------- | ----------------------- |
| Dawid Łasiński dr Tomasz Rożek Przemysław Staroń                     | Edukacja                |
| Miron Mironiuk Piotr Orzechowski Przemek Kuśmierek                   | Innowacje i technologie |
| Mark Dekan Robert Lewandowski Zygmunt Solorz                         | Inwestycje              |
| Bartek Pucek Paweł Borys Tomasz Blicharski                           | Transformacja cyfrowa   |
| Anna Streżyńska prof. dr hab. med. Krystian Jażdżewski Rafał Brzoska | Wizjoner                |

| Imię i nazwisko                                          | Kategoria               |
| -------------------------------------------------------- | ----------------------- |
| Bianka Siwińska Eliza Kruczkowska Maciej Kawecki         | Edukacja                |
| Justyna Orłowska Sebastian Siemiątkowski Wojtek Sadowski | Innowacje i technologie |
| Kinga Stanisławska Paweł Borys Tomasz Czechowicz         | Inwestycje              |
| Ewa Szmidt-Belcarz Roman Pałac Szymon Wałach             | Transformacja cyfrowa   |
| Brunon Bartkiewicz Marek Kamiński Piotr Płoszajski       | Wizjoner                |

| Imię i nazwisko | Kategoria               |
| --- | ----------------------- |
| Agata Łuczyńska Aleksandra Przegalińska Eliza Kruczkowska Jowita Michalska Kamila Sidor Katarzyna Szymielewicz Katarzyna Śledziewska Piotr Konieczny Piotr Płoszajski Robert Firmhofer | Edukacja                |
| Bartosz Skwarczek Dariusz Mazurkiewicz Jarosław Królewski Marcin Beme Marcin Iwiński Marcin Pióro Michał Borkowski Michał Sadowski Przemysław Gacek Stefan Batory                      | Innowacje i technologie |
| Bartek Gola Cezary Smorszczewski Maciej Filipkowski Marcin Hejka Mariusz Gralewski Piotr Wilam Rafał Plutecki Sebastian Kulczyk Tomasz Czechowicz Łukasz Wejchert                      | Inwestycje              |
| Anna Pawlak-Kuliga Dariusz Topolewski Igor Zacharjasz Magdalena Dziewguć Marcin Grzymkowski Piotr Alicki Przemysław Budkowski Przemysław Gdański Tomasz Blicharski Zbigniew Jagiełło   | Transformacja cyfrowa   |
| Adam Kiciński Andrzej Horoszczak Brunon Bartkiewicz Cezary Stypułkowski Jacek Świderski Natalia Hatalska Rafał Brzoska Tomasz Rudolf Wojciech Sobieraj Zygmunt Solorz                  | Wizjoner                |